# Tierärztliche Hochschule Dresden

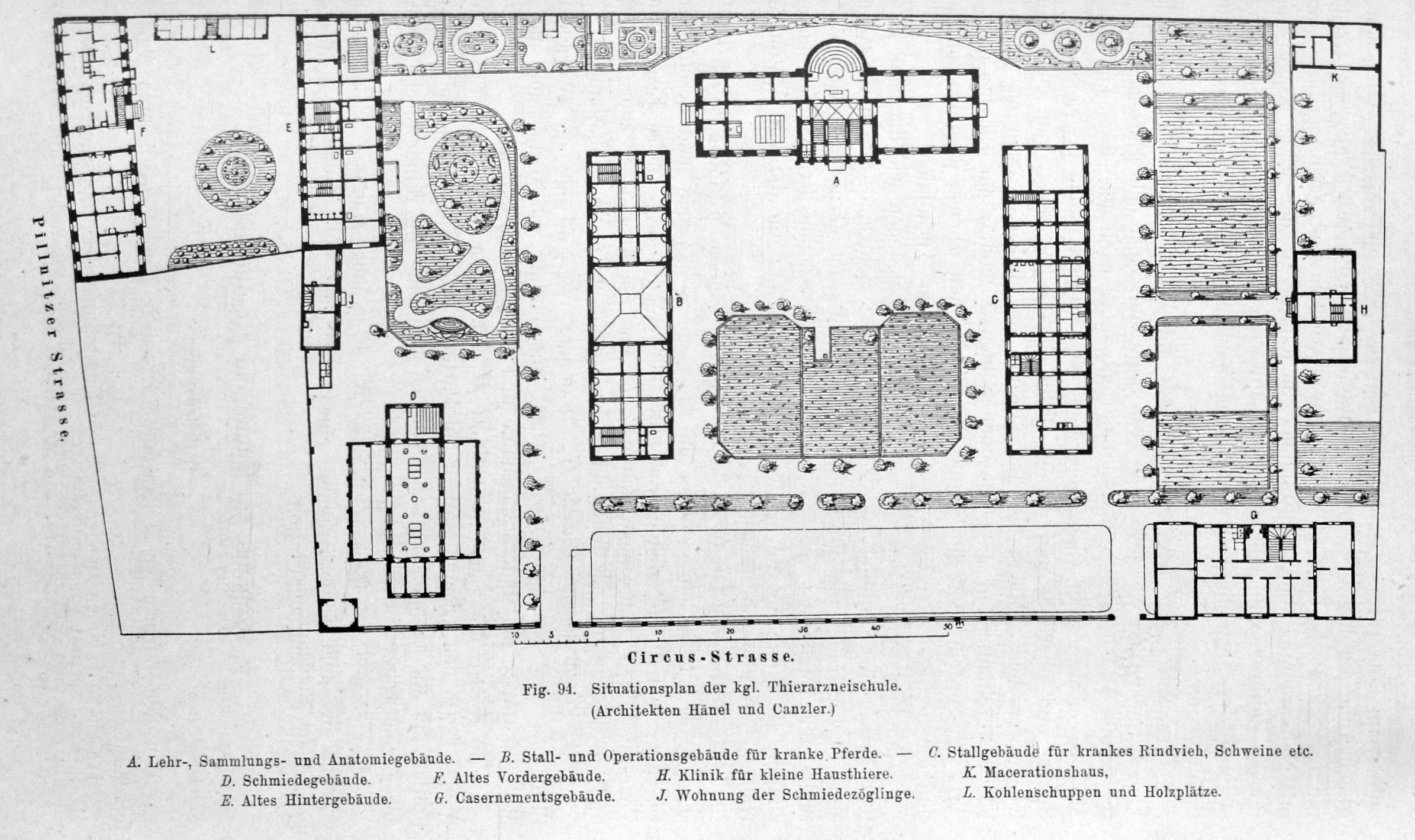
Geländeplan der Schule 1878

Die Tierärztliche Hochschule Dresden war eine veterinärmedizinische Hochschule in Dresden. Gegründet 1889, gehen ihre Vorläufer bis ins Jahr 1774 zurück, wodurch sie zu den ältesten Einrichtungen dieser Art in Deutschland gehört. Im Jahr 1923 wurde sie als Veterinärmedizinische Fakultät der Universität Leipzig angegliedert und zog in die Messestadt um.

## Standort
Die Gebäude der Tierärztlichen Hochschule befinden sich an der Zirkusstraße zwischen der Pillnitzer und der Seidnitzer Straße in der Pirnaischen Vorstadt. Sie zählen zu den wenigen Bauwerken in diesem Stadtteil, die nach den Luftangriffen von 1945 zum Teil erhalten blieben. Direkt nördlich an das ehemalige Hochschulgelände grenzt das ehemalige Sächsische Serumwerk Dresden an.

## Geschichte

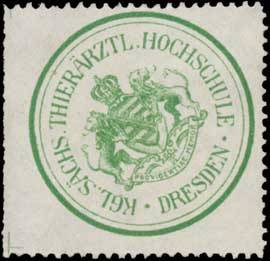
Siegelmarke K.S. Thierärztliche Hochschule Dresden

Bis in die zweite Hälfte des 18. Jahrhunderts wurde die Veterinärmedizin rein empirisch betrieben. Dann kam es zur Gründung erster Tierarzneischulen, da Pferde in der Sächsischen Armee und Haustiere in der Landwirtschaft einen immer höheren Stellenwert einnahmen und Verluste durch Viehseuchen minimiert werden sollten. Schon 1766 war die Gründung einer staatlichen Tierarzneischule Thema im Sächsischen Landtag. Nachdem die Pläne 1771 wegen Geldmangels gescheitert waren, gründete der ab 1768 an der École nationale vétérinaire d’Alfort in Frankreich ausgebildete „Oberroßarzt“ Christian Friedrich Weber im Jahre 1774 eine private tierärztliche Lehranstalt in Dresden, bei der es sich erst um die vierte Einrichtung dieser Art in Europa handelte. Nachdem er am 2. November 1778 verstorben war, kaufte der sächsische Staat am 19. Dezember 1780 das Grundstück und die Lehranstalt und unterstellte sie dem Oberstallamt. Zunächst gab es mit Georg Ludwig Rumpelt nur einen Lehrer, ab 1795 einen zweiten. Problematisch waren in dieser Zeit die weitgehende Unkenntnis über die Lebenserscheinungen der verschiedenen Tierarten, das zu Lehrkräftemangel führende geringe Ansehen von Tierärzten sowie die geringe Vorbildung der Schüler. In dieser Form blieb die „Churfürstliche Thier-Arzney-Schule Dresden“ bis 1817 unter der Aufsicht des Oberstallamts.
Mit Wirkung vom 2. Februar 1817 wurde sie der Direktion der erst zwei Jahre zuvor gegründeten Königlich Chirurgisch-Medicinischen Akademie unter Carl Gustav Carus unterstellt, die damals im Kurländer Palais untergebracht war. Verbunden war dies mit der Einführung fester Lehrpläne und Prüfungen unter der Oberaufsicht von Medizinern – gemeinsam mit der Humanmedizin gab es damals vier Professuren. Die Ausbildung dauerte zwei Jahre, die Schüler waren deshalb in zwei Klassen geteilt. Bei der intensiven medizinischen Ausbildung gemeinsam mit Humanmedizinern, die sich zweifellos verbessert hatte, traten allerdings spezielle veterinärmedizinische Aspekte etwas in den Hintergrund. Kurschmiede, die in der Armee als Rossärzte dienen sollten, wurden in dieser Zeit noch nicht an der Tierarzneischule ausgebildet und mussten im Gegensatz zu deren Absolventen auch keine Abschlussprüfung schreiben. Die Verbindung zur Medizinischen Akademie bestand bis 1856.
Seit dem 14. Juni 1856 unterstand die „Thierarzneischule“ einer „Commission für das Veterinärwesen“. Laut dem ein Jahr später festgelegten Unterrichtsplan dauerte das Studium sieben Semester. Damals gab es zwei naturwissenschaftliche und zwei veterinärmedizinische Lehrstühle an der Einrichtung. Bis 1869 wurden keinerlei Bildungsabschlüsse für die Aufnahme des Studiums verlangt. Deshalb mussten ab 1857 die Kandidaten vor Studienbeginn in einer Aufnahmeprüfung Kenntnisse der deutschen Sprache, in Mathematik, Geographie sowie in Naturgeschichte nachweisen. Ab 1858 hatten die Tierärzte des Militärs die gleiche Prüfung wie die zivilen Tierärzte zu absolvieren. In den Jahren 1878 und 1886 wurden die Lehrpläne geändert, die Studienzeit blieb gleich. Im Jahr 1861 wurde die Tierarzneischule an der Pillnitzer Straße in Dresden untergebracht, 1877 entstand auf dem Schulgelände eine Kaserne zur Unterbringung der dem Militär angehörenden Schüler. Das neue Hauptgebäude an der Zirkusstraße 40 wurde 1886 fertiggestellt.
Im Jahr 1889 erhielt die Schule anlässlich des 800. Jubiläums der wettinischen Herrschaft in Sachsen den Status „Königlich Sächsische Thierärztliche Hochschule“. Zur Jahrhundertwende gab es bereits 15 Professoren. Die Einführung einer Reifeprüfung als Zulassungsvoraussetzung zum Studium erfolgte 1902. Ein Jahr später, am 17. November 1903, trat eine Habilitationsordnung in Kraft. Im Jahr 1903 erhielt die Hochschule eine Rektoratsverfassung und wurde durch die Ernennung eines eigenen Rektors und des Senats formell unabhängig. Ab 1907 waren auch Promotionen zum Dr. med. vet. in Verbindung mit der Medizinischen Fakultät der Universität Leipzig möglich. In den Jahren 1908 und 1912/13 kamen weitere Lehrfächer wie Kunstgeschichte und Rechtskunde in den Lehrplan, weshalb sich die Studiendauer auf acht Semester verlängerte. Im Jahre 1914 lehrten an der Hochschule bereits elf ordentliche und fünf außerordentliche Professoren, sieben Dozenten und elf Privatdozenten. Wegen der raschen Entwicklung der Veterinärmedizin wurden die Gebäude in Dresden jedoch bald zu klein. Bereits in der Zeit vor dem Ersten Weltkrieg dachten die Verantwortlichen über einen kompletten Neubau nach. Er wurde schließlich 1914 in Leipzig begonnen und 1923 fertiggestellt.
Die Universität Leipzig, an der Friedrich Anton Zürn 1878 ein Veterinärinstitut mit angeschlossener Veterinärklinik gegründet hatte, übernahm im Jahr 1923 die nunmehrige Tierärztliche Hochschule Dresden und gliederte sie als selbstständige Veterinärmedizinische Fakultät ein. Damit war der vollständige Umzug der Bildungsstätte nach Leipzig verbunden und die Eigenständigkeit ging erneut verloren. Im Oktober 1968 vereinigte man die Fakultät infolge der dritten Hochschulreform in der DDR mit Teilen der Landwirtschaftlich-Gärtnerischen Fakultät zur Sektion Tierproduktion und Veterinärmedizin der Karl-Marx-Universität Leipzig. Erst am 1. Juli 1990 kam es zur Wiedergründung einer selbstständigen Veterinärmedizinischen Fakultät. Die alte, goldene Rektorkette, die der Rektor der damaligen Tierärztlichen Hochschule im Jahr 1907 von König Friedrich August III. verliehen bekommen hatte, wird bis heute vom Dekan der Fakultät bei offiziellen Anlässen getragen. Er ist, bedingt durch die lange Eigenständigkeit, der einzige der 14 Dekane der Leipziger Universität, der über ein derartiges Insigne verfügt.
Nach dem Umzug der Hochschule nach Leipzig wurden die Dresdner Gebäude auf verschiedene Weise weitergenutzt. Zwischen 1926 und 1939 war beispielsweise in Haus I bzw. Haus F der Vorläufer der Deutschen Fotothek untergebracht. Weitere Nachnutzer waren u. a. Schulen und Verlage. Auch das ehemalige Sächsische Serumwerk Dresden dehnte sich auf das Gelände aus. Mehrere Gebäude fielen 1945 den Luftangriffen auf Dresden zum Opfer, manche blieben jedoch erhalten.

## Personen
- Hermann Baum (1864–1932), Professor für Veterinäranatomie und -physiologie ab 1898
- Gustav Brandes (1862–1941), Zoodirektor und außerordentlicher Professor ab 1910
- Wilhelm Ellenberger (1848–1929), Hochschulrektor ab 1903
- Johann Ernst Falke (1805–1880), Lehrer am Tierarznei-Institut von 1829 bis 1832
- Heinrich David August Ficinus (1782–1857), Professor für Naturkunde, Arzneimittellehre und allgemeine und spezielle Therapie ab 1817
- Gottlieb Carl Haubner (1806–1882), erster Landestierarzt, Lehrgebiete Krankheitslehre, Arzneimittellehre, allgemeine Viehzucht incl. Diätetik, polizeiliche und gerichtliche Tierheilkunde
- Ernst Joest (1873–1926), Professor für Pathologie ab 1904, Erforscher der Borna'schen Krankheit
- Albert Johne (1839–1910), Professor für Pathologie 1879 bis 1904, Erstbeschreiber der Paratuberkulose
- Georg Kelling (1866–1945), Internist und Gastroenterologe, forschte Ende des 19. Jahrhunderts an der Tierarznei-Schule
- Martin Klimmer (1873–1943), Professor für Tierhygiene, Bakteriologie und Infektionskrankheiten ab 1902
- Theodor Leisering (1820–1892), Professor für theoretische Tierheilkunde ab 1857
- Paul Müller (1892–1963), NSDAP-Politiker, studierte 1914 an der Tierärztlichen Hochschule
- Wilhelm Müller-Lenhartz (1873–1952), Privatdozent, habilitierte 1917
- Ernst August Pech (1788–1863), Hochschullehrer
- Etha Richter (1883–1977), erste immatrikulierte Frau dieser Hochschule, später Tierzeichnerin
- Johannes Max Hugo Richter (1878–1943), Professor und Direktor des Institutes für Tierzucht und Geburtskunde von 1912 bis 1943
- Oskar Röder (1862–1954), Professor für Praktische Veterinärmedizin ab 1899
- Carl Arthur Scheunert (1879–1957), ordentlicher Professor ab 1910
- Burkhard Wilhelm Seiler (1779–1843), Rektor ab 1817
- Bruno Steglich (1857–1929), Professor für Volkswirtschaft ab 1912